# Shogo Nakahara
Shogo Nakahara (中原 彰吾 Nakahara Shogo?), född 19 maj 1994 i Hokkaido prefektur, är en japansk fotbollsspelare.
Nakahara började sin karriär 2013 i Hokkaido Consadole Sapporo. Efter Hokkaido Consadole Sapporo spelade han för Khon Kaen FC, Gamba Osaka och V-Varen Nagasaki. 2019 flyttade han till Vegalta Sendai.